# Centre français de recherche en sciences sociales
Le Centre français de recherche en sciences sociales (CEFRES) est un institut de recherche public français en République tchèque à Prague fondé en 1991.
Le CEFRES soutient la mobilité internationale et met en réseau des chercheurs de France ainsi que des pays du groupe de Visegrad. Il accueille une équipe de jeunes chercheurs et de chercheurs titulaires dont les travaux s’inscrivent dans sa politique scientifique générale.
Le CEFRES est une institution interdisciplinaire reconnue en République tchèque pour son rôle dans les échanges scientifiques en sciences sociales et humaines entre la France et les pays d’Europe centrale.

## Histoire
Imaginé au lendemain de la chute des régimes communistes d’Europe, puis ouvert en 1991 à Prague, le CEFRES est placé sous la double tutelle du ministère des Affaires étrangères et  européennes (MEAE) et du Centre national de la recherche scientifique (CNRS), il est depuis 2007 une unité de service et de recherche (USR) du CNRS.
Le CEFRES fait partie du réseau des 27 Instituts français de recherche à l’étranger (UMIFRE).
Grâce à la convention signée le 21 novembre 2014 et prolongée le 6 novembre 2019 entre l’Ambassade de France en République tchèque, le CNRS, l’Université Charles de Prague et l’Académie des sciences de la République tchèque, le CEFRES est désormais uni avec ses deux partenaires tchèques au sein d’une plateforme de coopération franco-tchèque en sciences humaines et sociales, appelée « Plateforme CEFRES ». Signe de son ancrage dans le milieu scientifique tchèque, le centre s’est installé en décembre 2015 dans les bâtiments de l’Académie des sciences au 3, rue Na Florenci,,,,.
Depuis 1991, le CEFRES a organisé de très nombreux événements scientifiques.
Les 16-17 juin 2016, le CEFRES pilote l’organisation de la Nuit de la philosophie, qui réunit à Prague plus de 100 philosophes et 2000 participants.
En 2019, à l’occasion d’un colloque consacré au trentième anniversaire de l’effondrement des régimes communistes, il accueille M. Jean-Yves Le Drian, ministre français de l’Europe et des Affaires étrangères, qui prononce un discours sur la « conscience historique européenne » en présence de son homologue tchèque, M. Tomáš Petříček,.
En 2019, une équipe du CEFRES est lauréate du prestigieux concours du Conseil européen de la recherche en obtenant un « consolidator grant » de la part du Conseil européen de la recherche (ERC).
Le CEFRES reçoit régulièrement des chercheurs et intellectuels reconnus internationalement, tels Michel Wieviorka, Roger Chartier, Pierre Rosanvallon ou Didier Fassin.
Les conférences marquantes de ce programme sont publiées sur la chaîne CEFRES de la plateforme Youtube qui participe de la mission de formation du Centre.

## Missions
A sa fondation, la première mission du centre fut de reconstituer un réseau de chercheurs français et centre-européens et d’appuyer la consolidation de la recherche académique dans les sciences humaines et sociales dans les pays postcommunistes. Le CEFRES développe depuis des programmes de recherche autour de trois axes thématiques interdisciplinaires. Avec ses partenaires, il soutient l’élaboration et la mise en œuvre de projets de recherche internationaux par ses programmes d’accueil et d’aide à la mobilité.
Le CEFRES accueille des chercheurs statutaires : accueil en affectation ou en délégation du CNRS, programme incubateur TANDEM pour les chercheurs du CNRS et de l’Académie tchèque des sciences.
Il offre également des bourses de mobilité postdoctorales, grâce à un co-financement de l’Université Charles.
Il attribue chaque année des bourses de mobilité à des doctorants.

## Activités

### Axes de recherche
Le CEFRES oriente ses recherches selon trois axes.

#### Axe 1. Déplacements, dépaysements et décalages: hommes, savoirs et pratiques
Les déplacements de personnes : voyages, flux migratoires et touristiques, trajectoires professionnelles, déplacements pendulaires, errances, etc.
Les circulations de pratiques intellectuelles ou culturelles : écrits, biens culturels et/ou économiques, scientifiques, etc.
Les réseaux : institutionnels, marchands ou de sociabilités (sociétés savantes, réseaux d’artistes, diasporas, etc.).
Les contextes de réception et les décalages dans les représentations sociales qui influencent les modes d’appropriation, de traduction et d’adaptation.

#### Axe 2. Normes et transgressions
Les stratégies de monopole et de concurrence dans l’énonciation des normes – l’analyse des controverses peut ici servir de point d’entrée, de même que les discours et les pratiques sécuritaires.
Les pratiques sociales (la marginalité, l’engagement, la résistance, etc.) et de gestion de la transgression (violence, négociation, intégration, etc.).
Les logiques d’acteurs qui animent ce phénomène (minorités, exclus, etc.), et dans le cas des acteurs individuels, la variété de leurs profils sociologiques et de leurs trajectoires.

#### Axe 3. Objets, traces, mises en carte: Espaces au quotidien
Les représentations de l’espace et du local dans les paradigmes actuels des sciences sociales et humaines.
La construction symbolique des espaces (cartographie mentale, traces, palimpsestes, limites).
La vie sociale des objets et la configuration des espaces par les objets.
L’expérience des espaces urbain et rural, des espaces public et privé, des espaces interne et externe.
Le CEFRES privilégie les recherches dont l’objet est situé dans l’espace de l’Europe centrale, à la jonction de cet espace et d’autres espaces ou encore en comparaison avec d’autres “aires culturelles”.

### Projets d'équipes
Le CEFRES héberge plusieurs équipes de recherche.
Depuis 2020 : « Mémoires des minorités vaincues dans l’Europe postimpériale ».
Depuis 2018 : « Archives et interculturalité ».
De 2018 à 2020 : « Déroutant sanglier, une cosmopolitique changeante de la chasse en Europe et au-delà » (2018-2020).
Le CEFRES a également collaboré sur plusieurs projets menés par des organismes partenaires.
« L'action locale et développement territorial en Europe centrale » (ALDETEC) - Projet de l’Agence nationale de la recherche (ANR) mené par Marie-Claude Maurel.
« Les mémoires européennes du Goulag » - Projet du Centre d'études des mondes russe caucasien et centre-européen (CERCEC) mené par Alain Blum (CERCEC, EHESS et INED), Marta Craveri (CERCEC), Valérie Nivelon (RFI).

### Accueil et formation
Le CEFRES accueille des doctorants de toutes nationalités, des post-doctorants, des chercheurs confirmés et des chercheurs associés. Le CEFRES permet aux jeunes chercheurs et doctorants de travailler dans un cadre approprié. Il organise un séminaire régulier, des écoles d’été et des journées d’études.

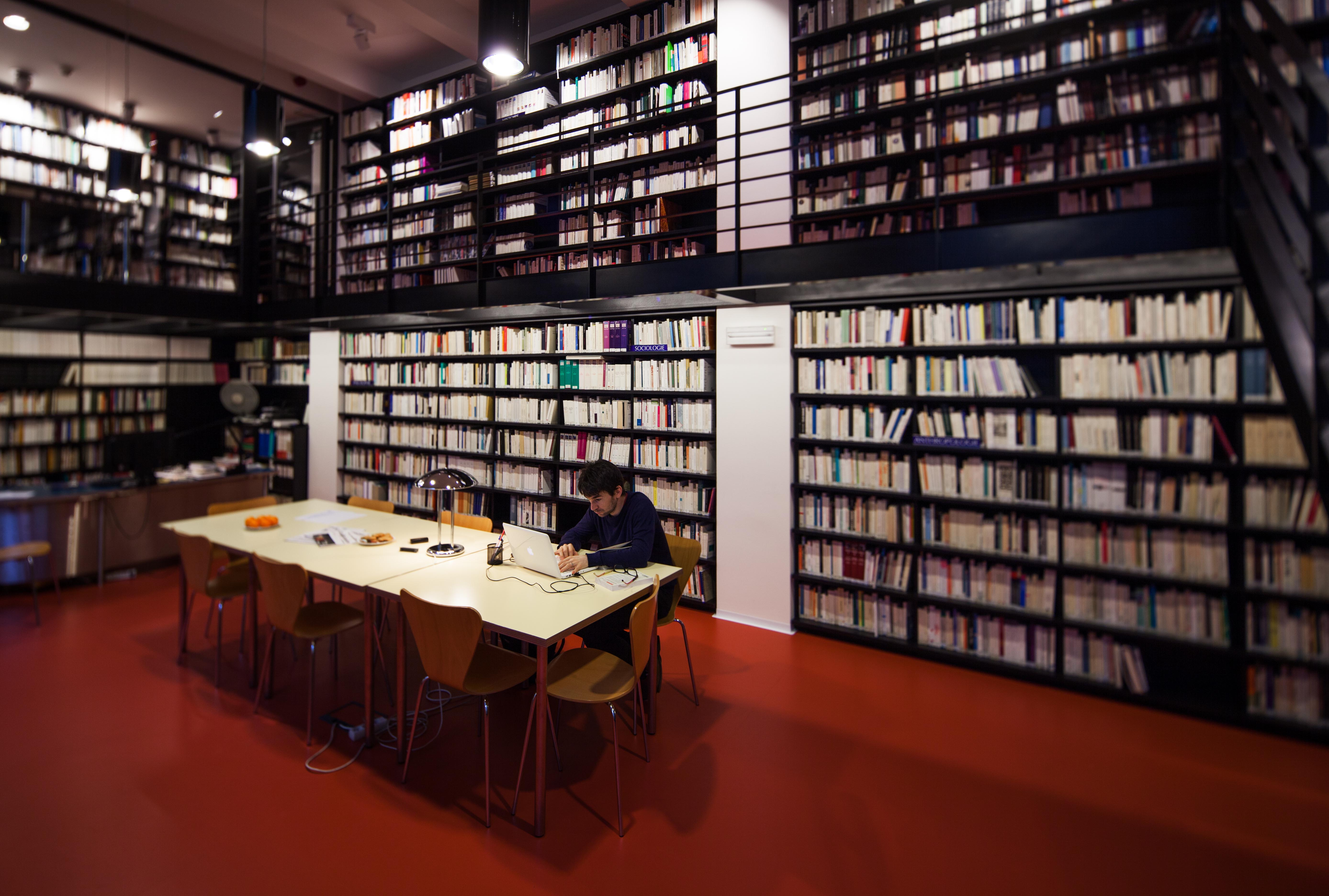
Bibliothèque du CEFRES

Outre les boursiers doctorants intégrés à l’équipe des chercheurs permanents, le Centre accueille, dans le cadre de conventions particulières passées avec des établissements universitaires, instituts ou organismes, des stagiaires de recherche investis dans la préparation d’un mémoire de master ayant un thème lié aux recherches du Centre. Le CEFRES accueille également des stagiaires administratifs qui participent aux tâches d’intérêt général du Centre.
De plus, le CEFRES donne accès au public à une bibliothèque d’ouvrages français de recherche en sciences humaines et sociales constituée dès l’ouverture du Centre. Avec 6500 volumes en libre accès et une collection de périodiques, elle accueille dans sa salle de lecture un public de chercheurs et d’étudiants pour lesquels elle est une porte d’entrée vers la recherche française. Afin de faire connaître les fruits de la recherche française en sciences humaines et sociales, la bibliothèque organise deux revues des livres par an, dont les comptes rendus sont publiés, entre autres, sur le carnet de recherche du CEFRES.

### Diffusion
Afin d'exposer les avancées de ses recherches, le CEFRES organise tout au long de l'année des séminaires, journées d’étude, colloques internationaux et ateliers de recherche.
Le CEFRES participe ou soutient également l'organisation de manifestations scientifiques (ateliers, journées d’étude, colloques internationaux) organisées en République tchèque, dans les pays du groupe de Visegrad, en France et dans d'autres pays européens. Enfin le CEFRES organise régulièrement des événements culturels avec l'Institut Français de Prague.

## Liste des directeurs
- Marie-Élizabeth Ducreux, octobre 1991 – octobre 1993[12]
- Françoise Mayer, novembre 1993 – septembre 1998
- Antoine Marès, octobre 1998 – août 2001
- Georges Mink, octobre 2001 – décembre 2003
- Christian Lequesne, janvier 2004 – août 2006
- Marie-Claude Maurel, septembre 2006 – août 2010
- Françoise Mayer, septembre 2010 – août 2012
- Philippe Rusin, septembre 2012 – août 2014
- Clara Royer, février 2015 – août 2018
- Jérôme Heurtaux, septembre 2018 – août 2022
- Mateusz Chmurski, depuis septembre 2022

## Sources
1. ↑  Anonyme, « Centre français de recherche en sciences sociales - Pragues », IFRE,‎ 18 mai 2015 (lire en ligne, consulté le 10 juillet 2018)
2. ↑  Ministère de l'Europe et des Affaires étrangères, « Culture - Groupe de Visegrád - "Nuit de la philosophie" (16-17.06.16) », sur France Diplomatie : : Ministère de l'Europe et des Affaires étrangères (consulté le 10 avril 2019)
3. ↑  Ambassade de France à Prague convention, « Lire en ligne (13.12.19) », sur Ambassade de France (consulté le 13 décembre 2019)
4. ↑  Pierre Grémion, « Le Cefres à Prague.. Témoignage sur la création d’un centre de recherche à l’étranger. », Histoire de la recherche contemporaine. La revue du Comité pour l’histoire du CNRS, no Tome II - N°2,‎ 15 décembre 2013, p. 177–181 (ISSN 2260-3875, DOI 10.4000/hrc.348, lire en ligne, consulté le 23 avril 2019)
5. ↑  « Le CEFRES fête ses 20 ans | Radio Prague », sur Radio Praha (consulté le 23 avril 2019)
6. ↑  Sandrine Devaux, « The Tenth Anniversary of CEFRES in Prague », Sociologický Časopis / Czech Sociological Review, vol. 38, no 3,‎ 2002, p. 392–394 (ISSN 0038-0288, lire en ligne, consulté le 23 avril 2019)
7. ↑  « À partir de l'Europe centrale, analyser un monde qui change », sur docplayer.cz (consulté le 23 avril 2019)
8. ↑  La nuit de la philosophie à Prague Nuit de la philosophie, « Lire en ligne (16.06.16) », sur Radio Prague Internationale (consulté le 1er avril 2020)
9. ↑  Le Drian et la "conscience historique européenne" : Verbatim discours de Prague Discour Le Drian, « Lire en ligne (08.12.19) », sur Ouest-France (consulté le 1er avril 2020)
10. ↑  A Prague, Le Drian veut rassurer les pays d’Europe centrale sur le dialogue avec la Russie Discours Le Drian, « Lire en ligne (07.12.19) », sur Le Monde (consulté le 1er avril 2020)
11. ↑  Bourses Consolidator Grant 2019 Bourses européenne, « Lire en ligne (12.12.19) », sur CNRS (consulté le 1er avril 2020)
12. ↑  Marie-Élizabeth Ducreux Marie-Élizabeth Ducreux, « Lire en ligne le profil », sur Centre de recherches historiques (CRH) (consulté le 1er avril 2020)